# 이사벨 클라라 에우헤니아
이사벨 클라라 에우헤니아(Isabel Clara Eugenia de Austria, 1566년 8월 12일 ~ 1633년 12월 1일)는 오스트리아 대공 알브레히트 7세의 아내이다.

## 생애
세고비아에서 스페인 국왕 펠리페 2세와 그의 세 번째 아내 발루아의 엘리자베트의 딸로 태어났다. 이사벨은 어머니가 유산을 거듭한 끝에 낳은 첫 딸이었고 그녀의 탄생에 아버지 펠리페 2세는 무척 기뻐했다고 한다. 펠리페 2세는 아내를 몹시 아꼈고, 그녀가 낳은 두 딸 이사벨과 카타리나를 귀여워했다. 1568년 이사벨은 고모 마리아가 신성 로마 황제 막시밀리안 2세와의 사이에서 낳은 아들 루돌프 2세와 약혼을 했지만 그가 결혼에 관심이 없었기 때문에 20년 이상을 약혼 상태로 지냈다. 그 사이 이사벨은 아버지가 세상을 떠난 1598년까지 그의 곁에서 편지를 분류하거나 문서를 번역하는 등 비서일을 했다.
1599년 이사벨은 톨레도의 대주교였던 루돌프 2세의 동생 알브레히트와 결혼했다. 알브레히트는 이 결혼을 위해 교황 클레멘스 8세로부터 일반인의 신분을 돌아갈 수 있도록 허락을 받았다. 펠리페 2세가 생전에 스페인령 네덜란드의 통치권을 이사벨 부부에게 준다는 유언을 남겼기 때문에 두 사람은 1601년부터 네덜란드를 지배했다. 두 사람이 통치하던 시기의 네덜란드는 정치적, 경제적으로 안정되어 있었는 이른바 네덜란드의 황금시대였다. 부부의 후원 아래 예술이 크게 발달했으며 루벤스, 소 피터르 브뤼헐 등이 두 사람의 지원을 받았다. 1621년 알브레히트 7세가 세상을 떠나고 이사벨은 성 클라라 수도회에 입문했다. 1633년에는 조카 페르난도 데 아우스트리아(Fernando de Austria) 추기경에게 총독의 자리를 넘기고 브뤼셀에서 죽었다.

## 자녀
알브레히트 7세와의 사이에서 2남 1녀를 낳았으나 모두 요절했다.
- 필립
- 알브레히트
- 안나 마우리티아